# Am Mellensee
Am Mellensee est une commune allemande située dans l'arrondissement de Teltow-Fläming et le Land de Brandebourg. L'abbaye Sainte-Gertrude est présente dans cette commune.

## Géographie
La commune se trouve à environ 40 kilomètres au sud du centre de Berlin. Elle fut créée en 2002 et 2003 par la fusion de huit anciennes municipalités :
| - Gadsdorf - Klausdorf - Kummersdorf-Alexanderdorf - Kummersdorf-Gut | - Mellensee - Rehagen - Saalow - Sperenberg |

## Personnalités liées à la ville
- Adele Stolte (1932-2020), soprano née à Sperenberg.